# Laurentius Andreæ den yngre i Barkeryd
Laurentius Andreæ den yngre, död 1641, var en svensk präst.

## Biografi
Laurentius Andreæ var son till kyrkoherden Laurentius Andreæ den äldre i Barkeryds församling. Han blev 1 maj 1610 kyrkoherde i Barkeryds församling efter sin fader. Laurentius Andreæ avled 1641.

### Familj
Laurentius Andreæ var gift med Elisabet, som var dotter till en präst i Gränna. De fick tillsammans barnen kyrkoherden Andreas Floijerus (född 1617) i Fryele församling, kyrkoherden Daniel Floijerus i Södra Unnaryds församling, Margareta Floijerus som var gift med kyrkoherden Johannes Ludovici Barck i Barkeryds församling och Brita Floijerus som var gift med stadsfogden Anders Nilsson i Jönköping. Barnen tog efternamnet Floijerus.